# شاپرک زرد دکمه‌صورتی
شاپرک زرد دکمه‌صورتی (نام علمی: Acleris bergmanniana) نام یک گونه از سرده برگ‌پیچ‌های پهن است.